# Fenkel Northern Redsea 2013
La 1re édition de la course cycliste Fenkel Northern Redsea a eu lieu du 16 au 17 février 2016. Elle fait partie du calendrier UCI Africa Tour 2013 en catégorie 2.2. La course est remportée par l'Érythréen Tesfay Abraha qui est suivi dans le même temps par ses compatriotes Awet Gebremedhin et Mekseb Debesay.

## Étapes
La course comporte deux étapes, pour un total de 190 kilomètres à parcourir.
| Étape     | Date    | Villes étapes       | type | Distance (km) | Vainqueur d'étape    | Leader du classement général |
| --------- | ------- | ------------------- | ---- | ------------- | -------------------- | ---------------------------- |
| 1re étape | 16 fév. | Massaoua – Ghinda   |      | 78            | Mekseb Debesay       | Mekseb Debesay               |
| 2e étape  | 17 fév. | Massaoua – Massaoua |      | 112           | Abdelbasset Hannachi | Tesfay Abraha                |

## Classement général final
| Classement général final | Classement général final | Classement général final | Classement général final | Classement général final |
|                          | Coureur                  | Pays                     | Équipe                   | Temps                    |
| ------------------------ | ------------------------ | ------------------------ | ------------------------ | ------------------------ |
| 1er                      | Tesfay Abraha            | Érythrée                 | '                        | en 5 h11 s               |
| 2e                       | Awet Gebremedhin         | Érythrée                 |                          | m.t                      |
| 3e                       | Mekseb Debesay           | Érythrée                 |                          | m.t                      |
| modifier                 |                          |                          |                          |                          |